# Игровка (Янаульский район)
Игровка (баш. Игровка) — деревня в Янаульском районе Республики Башкортостан Российской Федерации. Входит в состав Орловского сельсовета.

## География

### Географическое положение
Расположена у ручья Никольский Лог. Расстояние до:
- районного центра (Янаул): 29 км,
- центра сельсовета (Орловка): 5 км,
- ближайшей ж/д станции (Янаул): 29 км.

## История
Поселение на месте деревни Игровка возникло в 1865 году, первыми жителями были переселенцы из деревни Игрова за Камой.
В 1896 году в починке Игровский Черауловской волости VII стана Бирского уезда Уфимской губернии было 29 дворов и 212 жителей (94 мужчины и 118 женщин), действовала мельница.
В 1897 году здесь появилась школа, затем — церковь.
В 1920 году в селе Игровка той же волости по официальным данным было 44 двора и 332 жителя (134 мужчины, 198 женщин), по данным подворного подсчета — 354 жителя (все русские) в 45 хозяйствах.
В 1926 году село относилось к Краснохолмской волости Бирского кантона Башкирской АССР.
В 1928 году была закрыта церковь, позднее перестроенная в клуб.
В 1930 году образовался колхоз им. Свердлова, поглотивший в 1950-х годах соседнюю деревню Никольск и позже ставший колхозом им. Калинина.
В 1982 году население деревни составляло около 130 человек.
В 1989 году — 108 человек (50 мужчин, 58 женщин).
В 2002 году — 86 человек (47 мужчин, 39 женщин), преобладают русские (81 %).
В 2010 году — 80 человек (43 мужчины, 37 женщин).
Сейчас в деревне действует молочно-товарная ферма ООО «Орловская сельскохозяйственная компания», а также фельдшерско-акушерский пункт.

## Население
| 2002 | 2009 | 2010 |
| ---- | ---- | ---- |
| 86   | ↘83  | ↘80  |